# 1780年代
| 千纪： | 2千纪                                                                                            |
| 世纪： | 17世纪 \| 18世纪 \| 19世纪                                                                       |
| 年代： | 1750年代 \| 1760年代 \| 1770年代 \| 1780年代 \| 1790年代 \| 1800年代 \| 1810年代                 |
| 年份： | 1780年 \| 1781年 \| 1782年 \| 1783年 \| 1784年 \| 1785年 \| 1786年 \| 1787年 \| 1788年 \| 1789年 |

## 大事记

### 1781年
- 甘肅蘭州爆發蘇四十三起義，清朝歷時七十多天平定，另爆發甘肅冒賑案。
- 夏尔·梅西耶发表梅西耶星云星团表。
- 卡尔·威廉·舍勒发现钨。